# 門田研造
門田 研造（もんでん けんぞう、1929年9月27日 - 2019年5月1日 ）は、日本の経営者。

## 来歴・人物
大阪府豊中市出身。1953年に京都大学経済学部を卒業し、同年に川崎製鉄に入社。1978年6月に人事部長に就任し、理事、取締役、常務、専務を経て、1992年6月に副社長に就任し、1995年6月には副会長に就任した。1996年7月に会長に就任し、1998年10月から取締役相談役を務めた。
2019年5月1日左腎盂癌で死去。89歳没。